# Notiospathius tinctipennis
Notiospathius tinctipennis är en stekelart som först beskrevs av Cameron 1887.  Notiospathius tinctipennis ingår i släktet Notiospathius och familjen bracksteklar. Inga underarter finns listade i Catalogue of Life.